# Новинка (Пеновский район)
Новинка — деревня в Пеновском районе Тверской области.

## География
Находится в западной части Тверской области на расстоянии приблизительно 43 км на северо-запад по прямой от районного центра поселка Пено на южном берегу озера Хвошня.

## История
Деревня была показана на карте 1825 года. В 1859 году здесь (деревня Осташковского уезда) было учтено 4 двора, в 1939 — 9. До 2020 года входила в Рунское сельское поселение Пеновского района до их упразднения.

## Население
Численность населения: 35 человек (1859 год), 1 (эстонцы 100 %) в 2002 году, 0 в 2010.